# The Knack
A The Knack egy amerikai rockegyüttes volt, amelyet 1978-ban alapítottak meg Los Angelesben. Leginkább az 1979-es My Sharona című sláger miatt lettek ismertek.

## Története

### A kezdetek
Doug Fieger énekes, aki a Michigan állambeli Detroit egyik külvárosában nőtt fel, korábban a Sky, valamint a Sunset Bombers nevű rockegyüttesekben játszott. A Sky feloszlása után Fieger eldöntötte, hogy Los Angelesbe költözik, és egy újabb rockegyüttest alapít. Nem sokkal azután, hogy megérkezett Los Angelesbe, Fieger találkozott Berton Averre zenésszel, és elkezdtek közösen dalokat írni. Fieger évek óta ismerte Bruce Gary dobost, majd ő és Prescott Niles basszusgitáros részvételével megalapította a The Knack együttest.

### Az első évek (1978–1980)
A The Knack az első koncertjüket követően több híres sztár (pl. Bruce Springsteen, Tom Petty, Ray Manzarek) előzenekara lehetett. Ekkor több kiadó is felfigyelt rájuk, végül az együttes úgy döntött, hogy a Capitol Recordshoz szegődik. Ekkor a The Knack kapta a kiadó történetének legnagyobb aláírási összegét. Az együttesre ezekben az időkben a hatvanas évek zenéi hatottak a leginkább.
Az együttes debütáló nagylemeze, a Get the Knack 1979 júniusában jelent meg. A nagylemez az év egyik legkeresettebb nagylemeze volt, egészen öt hétig vezette a Billboard hivatalos lemezlistáját és több mint kétmillió példányt adtak el belőle az Egyesült Államokban. Az album vezető kislemeze, a My Sharona hat hétig vezette a Billboard Hot 100 hivatalos kislemezlistát, és a Billboard 1979 100 legnagyobb slágere listáján az első helyet szerezte meg.
A zenekar népszerűsége azonban nem kevés botrányt váltott ki. A kritikusok elsősorban azzal támadták a zenekart, hogy a Beatlest próbálják a pop-rock hangzással párosulva lemásolni. Fieger elismerte, hogy a The Knack zenéje a Beatles stílusára hasonlít, és azt állította, hogy szándékukban áll a Knackot a brit invázió másolataként bemutatni.

### A következő nagylemezek (1980–1981)
A Get the Knack után az együttes gyorsan felvette és kiadta második nagylemezét is, ...But the Little Girls Understand címmel. Az album Amerikában és Japánban aranylemez, Kanadában pedig platinalemez lett. Ennek ellenére már nem tudott olyan sikeres nagylemez lenni, mint az előző. Vezető kislemeze, a Baby Talks Dirty csak a 38. lett a Billboard slágerlistáján, a Can't Put a Price on Love pedig csak a 62. helyig jutott.
Ezután az együttes turnézni indult. Felléptek az Egyesült Államok számos nagyvárosán kívül Kanadában, Európában, Új-Zélandon, Ausztráliában és Japánban. A turné végeztével az együttes egy rövid pihenőt tartott, majd rögzítették harmadik stúdióalbumukat is, Round Trip címmel. A lemez 1981 októberében jelent meg, és hatalmas kereskedelmi csalódást okozott. Csak a 93. helyet szerezte meg a Billboard lemezlistáján, mindössze 150 ezer példányban kelt el. Az egyetlen olyan kislemez, amit az albumról másoltak ki, a Pay the Devil (Ooo, Baby, Ooo), csak a 67. lett a Billboard Hot 100 listáján.
Nem sokkal a Round Trip megjelenése után Doug Fieger elhagyta az együttest. 1982 közepére a The Knack szétesett, Fieger pedig új bandát alapított Doug Fieger's Taking Chances néven.

### A The Knack visszatérése (1986–2010)
A The Knack négy év távollét után, 1986 novemberében újraegyesült. 1989-ben Bruce Gary távozott, így a helyére Billy Ward került.
1990-ben a The Knack szerződést kötött a Charisma Records nevű kiadóval, majd rögzítette a Serious Fun című nagylemezt, amely 1991 februárjában jelent meg. Az album vezető kislemeze, a Rocket O' Love az AOR top 10 listájában is szerepelt. A dal népszerűsítése érdekében forgattak egy videoklipet is, amely a dalhoz kapcsolódó vizuális utalásokkal van tele.
Az együttes karrierje már kezdett rendbejönni, amikor 1992-ben meghalt a Charisma Records alapítója, Tony Stratton-Smith. Halála után az együttes ismét feloszlott.
1994-ben a zenekar néhány koncert erejéig újra összeállt. Ugyanebben az évben a My Sharona című számok feltűnt a Valóságharapások című filmben, ami tizenöt év után egy kisebb érdelődést indított el a The Knack iránt. Ez idő alatt az együttes Jay Lenoval közösen szerepelt a The Tonight Show-ban.
1996-ban mind a négy eredeti zenekari tag, köztük Bruce Gary is, egy szám erejéig stúdióba vonultak. Ez volt az utolsó alkalom, hogy mind a négy alapító tag együtt zenélt.
Bruce Gary 2006. augusztus 22-én hunyt el limfóma következtében. Még ugyanebben az évben,egy Las Vegasi koncerten Doug Fieger rosszul lett, az orvosok nem sokkal a koncert után pedig agydaganatot diagnosztizáltak nála. Négy évig küzdött az agyrákkal és a tüdőrákkal szemben, végül 2010. február 14-én elhunyt. Halálával a The Knack végleg megszűnt.

## Diszkográfia
Stúdióalbumok
| Cím                                                  | Megjelenés                                          | Listás helyezések | Listás helyezések | Listás helyezések | Listás helyezések | Listás helyezések | Megjelölés                         |
| Cím                                                  | Megjelenés                                          | US                | AUS               | CAN               | UK                | GER               | Megjelölés                         |
| ---------------------------------------------------- | --------------------------------------------------- | ----------------- | ----------------- | ----------------- | ----------------- | ----------------- | ---------------------------------- |
| Get the Knack                                        | - Megjelenés dátuma: 1979 - Kiadó: Capitol Records  | 1                 | 1                 | 1                 | 65                | 24                | - CAN: 4x Platina - US: 2× Platina |
| ...But the Little Girls Understand                   | - Megjelenés dátuma: 1980 - Kiadó: Capitol Records  | 15                | 32                | 12                | —                 | 57                | - CAN: Platina - US: Aranylemez    |
| Round Trip                                           | - Megjelenés dátuma: 1981 - Kiadó: Capitol Records  | 93                | —                 | —                 | —                 | —                 |                                    |
| Serious Fun                                          | - Megjelenés dátuma: 1991 - Kiadó: Charisma Records | —                 | —                 | 56                | —                 | —                 |                                    |
| Zoom                                                 | - Megjelenés dátuma: 1998 - Kiadó: Rhino Records    | —                 | —                 | —                 | —                 | —                 |                                    |
| Normal as the Next Guy                               | - Megjelenés dátuma: 2001 - Kiadó: Smile Records    | —                 | —                 | —                 | —                 | —                 |                                    |
| Rock & Roll Is Good for You: The Fieger/Averre Demos | - Megjelenés dátuma: 2012 - Kiadó: Omnivore Records | —                 | —                 | —                 | —                 | —                 |                                    |

Koncertlemezek
- 1979: The Knack Live at Carnegie Hall
- 2001: Live from the Rock n Roll Funhouse
- 2007: World Cafe Live: The Knack in Concert
- 2012: Havin' a Rave-Up! Live in Los Angeles, 1978

Válogatáslemezek
- 1992: Retrospective
- 1995: My Sharona
- 1998: Proof: The Very Best of the Knack
- 1999: The Best of the Knack: Ten Best Series

Kislemezek
| Év   | Cím                                 | US      | US   | CAN | AUS | CH | GER | AT | NL | BE | NZ | UK | Megjelölés            |
| Év   | Cím                                 | Hot 100 | Rock | CAN | AUS | CH | GER | AT | NL | BE | NZ | UK | Megjelölés            |
| ---- | ----------------------------------- | ------- | ---- | --- | --- | -- | --- | -- | -- | -- | -- | -- | --------------------- |
| 1979 | "My Sharona"                        | 1       | x    | 1   | 1   | 7  | 12  | 13 | 13 | 12 | 3  | 6  | US: AranyCAN: Platina |
| 1979 | "Good Girls Don't"                  | 11      | x    | 1   | —   | —  | —   | —  | —  | —  | 20 | 66 | CAN: Arany            |
| 1980 | "Baby Talks Dirty"                  | 38      | x    | 13  | —   | —  | —   | —  | —  | —  | 40 | —  |                       |
| 1980 | "Can't Put a Price on Love"         | 62      | —    | —   | —   | —  | —   | —  | —  | —  | —  | —  |                       |
| 1981 | "Pay the Devil (Ooo, Baby, Ooo)"    | 67      | —    | —   | —   | —  | —   | —  | —  | —  | —  | —  |                       |
| 1981 | "Boys Go Crazy"                     | —       | —    | —   | —   | —  | —   | —  | —  | —  | —  | —  |                       |
| 1991 | "Rocket O' Love"                    | —       | 9    | 30  | —   | —  | —   | —  | —  | —  | —  | —  |                       |
| 1994 | "My Sharona" (újraírt változat)     | 91      | —    | —   | —   | —  | —   | —  | —  | —  | —  | —  |                       |
| 2004 | "My Sharona" (újrafelvett változat) | —       | —    | —   | —   | —  | —   | —  | —  | —  | —  | —  |                       |